# Walker Scott

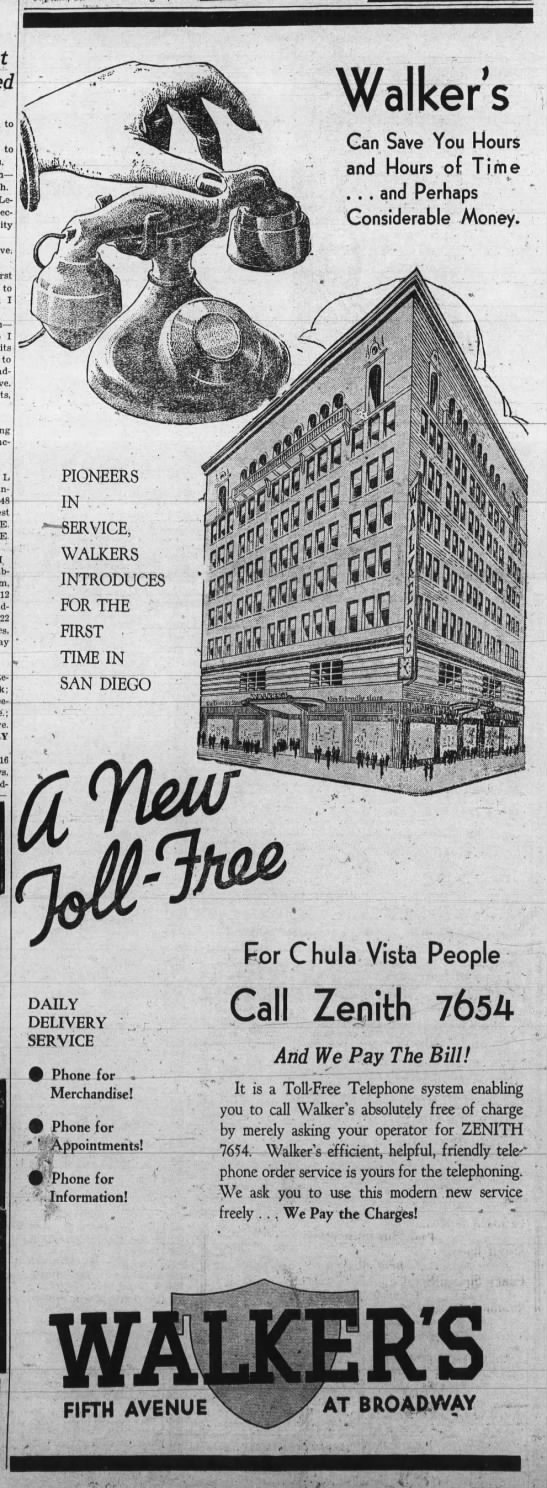
Advertentie van Walker in de Chula Vista Star uit 1935

Walker Scott, ook Walker-Scott of Walker's, was een warenhuisketen in de Amerikaanse stad San Diego en omgeving. 
De keten bestond van 1935 tot 1986 en had acht vestigingen ten tijde van de sluiting. Het warenhuis werd opgericht door Ralf Marc Walker en George A. Scott.

## Geschiedenis
Ralf Marc Walker, die werd opgeleid door Arthur Letts in warenhuis The Broadway in Los Angeles, was medeoprichter/mede-eigenaar van het 11.150 m² grote warenhuis dat bekendstond als de Fifth Street Store. Het in 1905 opgerichte warenhuis lag op de hoek van Fifth Street en Broadway in het centrum van Los Angeles. Walker was ook eigenaar van wat later bekend zou worden als het Houdini Mansion in Laurel Canyon. Hij stierf zes maanden voor de opening van de winkel in San Diego, op 3 oktober 1935.
George A. Scott (1907–1993) was een protegé van Walker, die hem naar de New York University of Retailing had gestuurd en hem als een zoon had behandeld; de twee mannen hadden een zeer hechte persoonlijke relatie. 

### Vlaggenschipwinkel in het centrum
In 1935 stond het voormalige warenhuis van Holzwasser's,  al meer dan twee jaar leeg na de liquidatie van Holzwasser's in 1933, ooit het grootste warenhuis van San Diego. Het gebouw in het winkelgebied van San Diego, op de noordwesthoek van 5th Street en Broadway, was in 1919 gebouwd in Spaanse koloniale stijl naar een ontwerp van John Terrel Vawter. 
Scott en Walker reisden naar San Diego om de mogelijkheden te onderzoeken om een vestiging van Walker te openen in het voormalige Holzwasser's-pand en besloten dit te doen. Zij renoveerden het interieur en de buitenzijde van de eerste en tweede verdieping naar een ontwerp van Quayle Brothers. Zeven dagen voor de geplande feestelijke opening overleed Walker, op 25 september 1935.
Zeven dagen later, op 2 oktober, opende Scott de winkel met de weduwe van de heer Walker, Eliza Fitzgerald Walker, die president van het bedrijf werd terwijl Scott de functie van vicepresident op zich nam. Aanwezig bij de openingsreceptie waren Arthur H. Marston, zoon van George W. Marston, die vijftien jaar eerder de opening van Holzwasser's had bijgewoond, en Charles S. Holzwasser, die eigenaar was geweest van de inmiddels ter ziele gegane Holzwasser's. 
Bij de opening telde de winkel 503 medewerkers, waarvan 482 afkomstig waren uit San Diego. De omzet in het eerste jaar bedroeg $ 800.000. Er werden roltrappen toegevoegd en de winkel werd uitgebreid naar het Owl Drug-gebouw aan de westkant. In 1954 werd de winkel omgedoopt tot Walker Scott.

### 1969-1970 Expansie
In het fiscale jaar 1970 werden drie winkels met een compleet assortiment geopend. De omzet dat jaar bedroeg ongeveer $ 36 miljoen en de winst $ 850.000. De totale winkeloppervlakte bedroeg 48.800 m² verspreid over de bestaande winkels, met een verwachte toename van 70% in het daaropvolgende jaar. Er waren nieuwe winkels gepland in Solana Beach, Palm Springs, in het Genessee Shopping Center in Clairemont, City of Orange (in The City Shopping Center), Point Loma in het Sport Arena Way Shopping Center, een kleine winkel in Coronado en in het College Grove Shopping Center nabij Lemon Grove. 

### Neergang
In 1984-1985 schafte Walker Scott de afdelingen voor grote apparaten af en legde hij minder nadruk op lastige gebieden zoals huishoudelijke artikelen en kleine apparaten. In januari 1985 sloot het bedrijf, vanwege de concurrentie van andere winkels, zijn winkels in het stadscentrum en in La Jolla. Er bleven nog twaalf vestigingen over. Later datzelfde jaar verkocht Walker Scott zijn bedrijf aan de retailer Desmond's & Associates uit Los Angeles. In november 1986 sloot Walker Scott zijn resterende winkels. 

## Filialen
Vestigingen en hun openingsjaren:
- 1935 Downtown San Diego, 1014 Fifth Avenue, op de noordwesthoek van 5th Street and Broadway (voormalig Holzwasser's warenhuis)
- 1959 La Jolla (Walker's had Stevenson's Department Store overgenomen, dat daarna nog enige tijd onder zijn oorspronkelijke naam handelde) Gesloten in 1985.
- 1960 in het College Grove Shopping Center, in eastern San Diego, bij Lemon Grove; bij de opening was dit de grootste Walker's-vestiging.
- 1963 in het Linda Vista Shopping Center.
- 1964 Escondido Village. Dit filiaal kostte  $ 3.750.000 en werd officieel geopend op 6 april 1964. Het interieur van de winkel was ontworpen door Brand-Worth & Associates.
- 1968 Clairemont en in El Cajon (overname van  Whitney's Department Stores en enige tijd onder deze naam verder geëxploiteerd). De winkel in Clairemont verhuisde naar Clairemont Square. Een derde Whitney's-winkel werd omgevormd tot een Walker-Scott woon- en cadeauwinkel.
- 1970, stoffenwinkel in Lakeside, Ocean Beach (later werd dit een dames- en herenmodewinkel) en in El Cajon
- 1970 City of Orange, in het The City winkelcentrum, in 1974 overgenomen door May Company.
- 1970 Palm Springs, in de Palm Springs Mall, vervangen door Buffums in 1989, dat in 1990 werd omgedoopt in Harris Gottschalks.
- 1970: Solana Beach, in het Lomas Santa Fe Plaza, dat in 1988 of 1989 werd overgenomen en omgedoopt tot Buffums
- 1973 San Carlos
- 1973 Mission Valley Shopping Center
- 1975 Mira Mesa (5.900 m²)
- 1976 Oceanside
- 1982 National City
- 1983 Pacific Beach